# Camillo Carlsen
Camillo Alphonzo Johannes Peter Carlsen (19. januar 1876 – 4. oktober 1948) var en dansk organist og komponist.
Carlsen blev uddannet på Det Kongelige Danske Musikkonservatorium i årene 1893-1895 med orgel som hovedinstrument. Fra 1900-1911 var han organist ved Kristkirken i København og fra 1911-1946 organist ved Roskilde Domkirke. I 1909 fik han Det anckerske Legat og rejste til Tyskland og Østrig. 5 gange i årene før 1. verdenskrig fik han et ministerielt legat samt i 1915 støtte fra Den Raben-Levetzauske Fond. Han blev betragtet som en musiker og komponist, det var værd at satse på. Han var Ridder af Dannebrog.
Hans musikalske arv er imidlertid gået i glemmebogen. Den består af en del orgelmusik, hvoraf nogle få stykker er tilgængelige på CD, nogle sange og salmer, en del kammermusik og en række orkesterværker især fra hans senere år.

## Musik
- Forår (sangcyklus 1895)
- Violinromance (1895)
- Strygekvartet nr. 1 i d-mol (1895)
- 8 Klaverstykker (1895)
- Sørgemusik ved Frederik d. VIIIs Bisættelse i Roskilde Domkirke (Adagio funèbre – violin, cello og orgel – 1912)
- Nocturne (orkester 1944)
- Berceuse (orkester 1944)
- Adagio funèbre (orkester 1945)

- op. 1 Legende (violin og klaver)
- op. 2 Strygekvartet nr. 2 i c-mol (1897)
- op. 10 Ungdomsglæder To lette suiter for Klaver til Brug ved Undervisningen, Nr. I (klaversuite i G-dur)
- op. 12 Udlængsel To lette suiter for Klaver til Brug ved Undervisningen, Nr. II (klaversuite i d-mol)
- op. 15 Noah (bibelsk suite for orgel eller harmonium)
- op. 17a Idyl- bryllupsmarch (orgel 1900)
- op. 19 Fader vor (mandskor 1903)
- op. 21 Intermezzo, Romance og Impromptu (orgel 1904)
- op. 22 Credo, Mélodie religieuse pour Violon avec Orgue ou Piano
- op. 23 Aandelige Sange med orgel eller Klaverakkompagnement
- op. 24 Klaverkvintet i D-dur (1906)
- op. 25 Polonaise for orkester
- op. 26 Strygekvartet nr. 3 i a-mol (1907)
- op. 28 Symfonisk suite (Davids 42. salme – orgel 1908)
- op. 30 Davids 80. salme (mezzosopran, kor, cello og orgel)
- op. 31 Fantasie Impromptu (orgel 1910)
- op. 32 Lyriske sange komponerede for en Mezzo-Sopran eller Tenor-Baryton med Klaverakkompagnement Hefte I-II
- op. 33 30 korsange (1918)
- op. 34 Prélude : Duo pour violon et piano
- op. 38 Fantasi (orgel 1923)
- op. 40 Strygekvintet i f-mol (1924)
- op. 41 Strygekvartet nr. 4 i F-dur (1924)
- op. 42 Fantasi over Den signede dag (orgel 1926)
- op. 44 Fra Davids salmer (karakterstykker for orgel 1927)
- op. 48 Koralvariationer over salmen "Auf meinen lieben Gott" (1930?)
- op. 56 Festpræludium/Imprompty (orkester 1945)
- op. 59 Sommerglæder (fantasi for orkester 1948)

- Davids 80. salme for sopran, kor, cello og orkester
- Fryd dig, du Kristi brud (koralvariationer)
- 8 nye Klaverstykker
- Bourree (klaver)
- 2 klaversonatiner
- 1 klaverfantasi
- Skumringen (klaver)
- Novelletter for Piano